# Edificio Luis Ollé
El Edificio Luis Ollé, también conocido como antiguo Almacén Luis Ollé o antigua Ferretería Espriella, es un inmueble ubicado en la ciudad de San José, Costa Rica. Se localiza en el distrito Merced, en la esquina donde se cruzan la Calle Central y la avenida 3. En el sitio que ocupa este edificio se construyó la residencia colonial de Antonio Pinto Soares.
Construido a inicios del siglo XX por el arquitecto salvadoreño Daniel Domínguez Párraga, en mampostería de ladrillo, el Edificio Luis Ollé destaca por su cúpula y sus fachadas de estilo neoclásico. Su propósito fue eminentemente comercial: en él han funcionado diversos comercios, como la Ferretería Espriella y Compañía, el Almacén Luis Ollé y el Banco BIESA. Desde 1988 es propiedad del Banco de Costa Rica y allí funciona una de sus sucursales. En el caso particular de su cúpula, ésta primeramente fue elaborada en concreto armado, para luego ser reemplazada por una de bronce, luego de un accidente en la cual la original colapsó. Junto a otros edificios del sector como el Edificio de Correos y Telégrafos, el Edificio Herdocia, el edificio del Banco Nacional de Costa Rica y la Plaza Isabel La Católica, forma parte del centro histórico de la capital costarricense.
Desde el año 2007, el edificio Luis Ollé es patrimonio histórico-arquitectónico de Costa Rica por considerarse que refleja el espíritu progresista y emprendedor de una época de la historia nacional.